# Chiesa della Natività di Maria (Rivarone)
La chiesa della Natività di Maria è la parrocchiale di Rivarone, in provincia e diocesi di Alessandria; fa parte della zona pastorale di Valenza.

## Storia
La zona di Rivarone fu evangelizzata nel IV secolo da san Siro, primo vescovo pavese.
Nel 977 il borgo passò sotto il controllo del vescovo di Pavia, per poi essere sottoposto nel giro di pochi anni a quello di Tortona.
L'originaria cappella venne ricostruita nel XVI secolo, per poi essere consacrata nel 1577.
La chiesa fu parzialmente rifatta nel XVIII secolo, mentre nel 1893 si provvide a realizzare il coro; l'interno dell'edificio venne interessato da un restauro nel 1945.

## Descrizione

### Esterno
La facciata a salienti della chiesa, rivolta a sudovest e tripartita da quattro lesene corinzie sorreggenti la trabeazione sopra cui si impostano due volute che affiancano il timpano triangolare, presenta al centro il portale d'ingresso architravato e ai lati due nicchie ospitanti altrettante statue.
Annesso alla parrocchiale è il campanile a base quadrata, suddiviso in più registri da cornici; la cella presenta su ogni lato una bifora ed è coperta dal tetto a quattro falde.

### Interno
L'interno dell'edificio si compone di un'unica navata, le cui pareti sono scandite da pilastri che sorreggono i costoloni delle volte a crociera; al termine dell'aula si sviluppa il presbiterio, a sua volta chiuso dall'abside.
Qui sono conservate diverse opere di pregio, tra le quali l'altare maggiore, costruito nel XVIII secolo dal pavese Luigi Giudice, e l'organo, realizzato dalla ditta Lingiardi.